# Katya Galstyan
Katya Galstyan (en arménien : Կատյա Գալստյան), née le 1er janvier 1993 à Gyumri, est une fondeuse arménienne.

## Biographie
Skiant depuis l'âge de quinze ans, elle commence sa carrière officielle en 2010, puis prend part à deux éditions des Championnats du monde junior en 2011 et 2012.
Elle reçoit sa première sélection en championnat du monde en 2013 à Val di Fiemme. Elle découvre les jeux olympiques en 2014 à Sotchi, où elle finit 61e du dix kilomètres classique pour sa seule course au programme et en tant que seule représentante féminine de sa délégation.
En 2018 à Pyeongchang, pour ses deuxièmes jeux olympiques, elle arrive 72e du dix kilomètres libre et est encore la eule femme de l'équipe arménienne. 
Son meilleur résultat en mondial date des Championnats du monde 2021 à Oberstdorf, lorsqu'elle prend la 52e place au skiathlon.
Elle fait ses débuts en Coupe du monde en novembre 2019 à Ruka et totalise sept départs, pour un meilleur résultat de 49e.
Au niveau national, elle remporte sa première course aux Championnats d'Arménie en 2012 et devient invaincue dans la compétition entre 2018 et 2021.

## Palmarès

### Jeux olympiques
| Épreuve / Édition   | Sprint                           | Sprint                           | 10 km                            | 10 km                            | Skiathlon 2 × 7,5 km | 30 km | Relais | Relais   |
| Épreuve / Édition   | libre                            | classique                        | libre                            | classique                        | Skiathlon 2 × 7,5 km | 30 km | Sprint | 4 × 5 km |
| JO 2014 Sotchi      | -                                | Épreuve inexistante à cette date | Épreuve inexistante à cette date | 61e                              | -                    | -     | —      | -        |
| JO 2018 Pyeongchang | Épreuve inexistante à cette date | -                                | 72e                              | Épreuve inexistante à cette date | -                    | —     | -      | -        |

Légende :
- : pas d'épreuve
- — : Non disputée par Galstyan

### Championnats du monde
| Édition \ Épreuve  | Sprint classique                 | Sprint libre                     | 10 km classique                  | 10 km libre                      | Skiathlon 15 km | 30 km | Sprint par équipes | Relais 4 × 5 km |
| ------------------ | -------------------------------- | -------------------------------- | -------------------------------- | -------------------------------- | --------------- | ----- | ------------------ | --------------- |
| Val di Fiemme 2013 | 90e                              | Épreuve inexistante à cette date | Épreuve inexistante à cette date | 89e                              | -               | -     | -                  | -               |
| Falun 2015         | 70e                              | Épreuve inexistante à cette date | Épreuve inexistante à cette date | 69e                              | -               | -     | -                  | -               |
| Lahti 2017         | Épreuve inexistante à cette date | 80e                              | 70e                              | Épreuve inexistante à cette date | -               | -     | -                  | -               |
| Seefeld 2019       | Épreuve inexistante à cette date | -                                | 67e                              | Épreuve inexistante à cette date | 56e             | -     | -                  | -               |
| Oberstdorf 2021    | -                                | Épreuve inexistante à cette date | Épreuve inexistante à cette date | 62e                              | 52e             | -     | -                  | -               |